# Acontia wahlbergi
Acontia wahlbergi là một loài bướm đêm trong họ Noctuidae.